# 尼思塔尔伯特港
尼司托巴特港（英語：Neath Port Talbot）是英国威尔士南部的一个郡级自治市，主要城鎮為尼思和塔尔伯特港，面积共442平方公里，人口为139,800人，13.5%的人使用威尔士语。
城市的东部与布里真德和朗达卡嫩塔夫接壤，西部与斯旺西接壤，北部与波伊斯和卡马森郡接壤。

## 姐妹城市
- 西班牙阿尔瓦塞特
- 法國巴涅
- 德国埃斯林根
- 德国海尔布隆
- 波蘭彼得库夫特雷布纳尔斯基
- 荷蘭斯希丹
- 義大利乌迪内
- 斯洛維尼亞韦莱涅
- 法國维也纳